# Фери Флитвинг
Фери Флитвинг (енгл. Fairey Fleetwing) је британски ловачки авион. Авион је први пут полетео 1929. године. 

Израђен је само један прототип.
Највећа брзина у хоризонталном лету је износила 272 km/h. Размах крила је био 11,28 метара а дужина 8,94 метара. Био је наоружан са једним митраљезом Викерс и једним Луис, оба 7,7 мм.

## Наоружање
| Наоружање авиона: Фери         |       |
| Ватрено (стрељачко) наоружање  |       |
| Топ                            |       |
| Митраљез                       |       |
| Број и ознака митраљеза        | 1 + 1 |
| Калибар                        | 7,7   |
| Бомбардерско наоружање (бомбе) |       |
| Ракетно наоружање (ракете)     |       |